# Muddus
Muddus (även Muttos, som är det samiska namnet) är en nationalpark i Lappland, Sverige. Den ligger sydväst om Gällivare tätort; större delen av Muddus ligger i Gällivare kommun och resterande del i Jokkmokks kommun. Nationalparken inrättades 1942, utvidgades 1984 och har en areal på 49 340 hektar. Den är Sveriges största skogliga nationalpark och ingår i världsarvet Laponia.
Nationalparkens syfte är att bevara områdets skog- och myrlandskap.
Sevärdheter i nationalparken är urskogen med sina stora tallar, de mosaikartade myrområdena, de djupt nedskurna klippravinerna med sin intressanta flora och Muddusjokks vattenfall samt parkens djurliv. I parkens södra del finns kursusdalar med upp till 100 meter höga, lodräta bergväggar. Muddus är helt befriad från vägar.
Muddus är som område förknippat med många berättelser om samisk historia och den samiska mytologin. Väster och söder om nationalparken finns Stora Luleälv. Anmärkningsvärt med älvsträckan är att älven på cirka 6 mil faller nästan 300 meter, därav 60 m vid Porjus, 107 m vid Harsprånget vattenkraftverk, 40 m vid Ligga vattenkraftverk och cirka 87 m vid Messaure kraftverk. Vid dessa tidigare forsar och fall återfinns idag fyra av Sveriges tio största vattenkraftverk.